# المشاركة (الملكية)
في مجال التمويل، «المشاركة» هي ملكية مصلحة في الرهن العقاري أو القروض الأخرى. على وجه الخصوص، القروض المشارِكة هي تعاون من مقرضين متعددين لإصدار القرض ( يعرف بـ مشاركة القرض ) إلى مُقترض واحد. وعادة ما يتم هذا من أجل الحد من المخاطر الفردية للمقرضين.
كما يستخدم هذا المصطلح كمرادف للمشاركة في الربح أو تقاسم الربح، وهو حافز لموظفي شركة بالحصول على حصة من أرباح الشركة .